# Naram-Sin
Naram-Sin (2255 v.Chr. - 2219 v.Chr.) was een koning van Akkad, kleinzoon van Sargon van Akkad en zoon en opvolger van Manishtushu; onder Naram-Sin beleefde het Akkadische Rijk zijn hoogtepunt.
Hij was de eerste Mesopotamische koning die zich als vertegenwoordiger van de goden beschouwde, en ook de eerste die zich de "Koning van de vier windstreken" liet noemen. Hij dreef handel met Meluhha (dat mogelijk overeenkomt met de Indusbeschaving) en beheerste een groot deel van het land langs de Perzische Golf . Naram-Sin breidde zijn rijk uit door de koning van Magan in het zuiden van de Perzische Golf te verslaan en door de stammen die in de heuvels van de Taurus leefden te onderwerpen. De veldtocht naar Syrië was voorheen voornamelijk bekend uit een van zijn jaarnamen: het jaar waarin Armanum veroverde en zijn muren slechtte en van een Oud-Babylonisch tablet van Ur dat een korte beschrijving van zijn successen geeft. Er is echter bij opgravingen in Tulul al-Baqarat, het oude Keš, een inscriptie op donkergroene  natuursteen gevonden (tablet IM 221139), mogelijk deel van een stèle, in archaisch spijkerschift uit de tijd van Naram-Sin zelf. Het is fragmentarisch maar bevat opmerkelijke informatie. Er blijkt uit dat de veldtocht en de inname van Armanum -nog niet teruggevonden- een grote onderneming geweest is. Armanum was een machtige stad die veel bondgenoten had. Naram-Sin beweert niet minder dan 80.508 mannen gevangen genomen te hebben, een overwinning zonder weerga in zijn tijd. Naram-Sin verkreeg hierdoor vrijwel heel Syrië tot aan het Amanusgebergte en de kust van de Middellandse Zee. Hij noemde zich dan ook trots "veroveraar van Armanum en Ebla". Ebla was overigens in zijn tijd niet zo belangrijk.
Wat betreft het feit dat sinds mensenheugenis, sinds de schepping van de mens, geen koning onder de koningen ooit Armanum en Ebla geplunderd had -- met de bijlen van Nergal opende hij [Dagan] het pad van Naram-Sin en gaf hem Armanum en Ebla. Bovendien gaf hij hem de Amanus, de cederberg en de Bovenzee [de Middellandse Zee]
Hij bouwde bestuurscentra in Nagar, Tell Brak en bij Ninive. Er was een dynastieke alliantie tussen de koningen van Urkesh en Akkad, waarbij de dochter van Naram-Sin uitgehuwelijkt werd aan de koning van Urkesh.
De beroemde stele van Naram-Sin stelt hem voor als de goddelijke koning, wat wordt gesymboliseerd door de gehoornde Ishtarkroon die hij draagt, terwijl hij op een berg staat boven zijn leger en zijn vijanden. Van deze overwinningsstele raakte de bovenkant afgebroken toen zij door de Elamieten werd gestolen en meegevoerd. Maar evengoed straalt de trots en glorie van de 'goddelijke' Naram-Sin er nog van uit. Mogelijk is het ook de eerste gelegenheid in de geschiedenis waarbij een koning als god wordt afgebeeld. De stele brak met de traditie door de op elkaar volgende diagonale lijnen eerder dan de gebruikelijke horizontale voorstelling om het verhaal aan de kijker over te brengen.

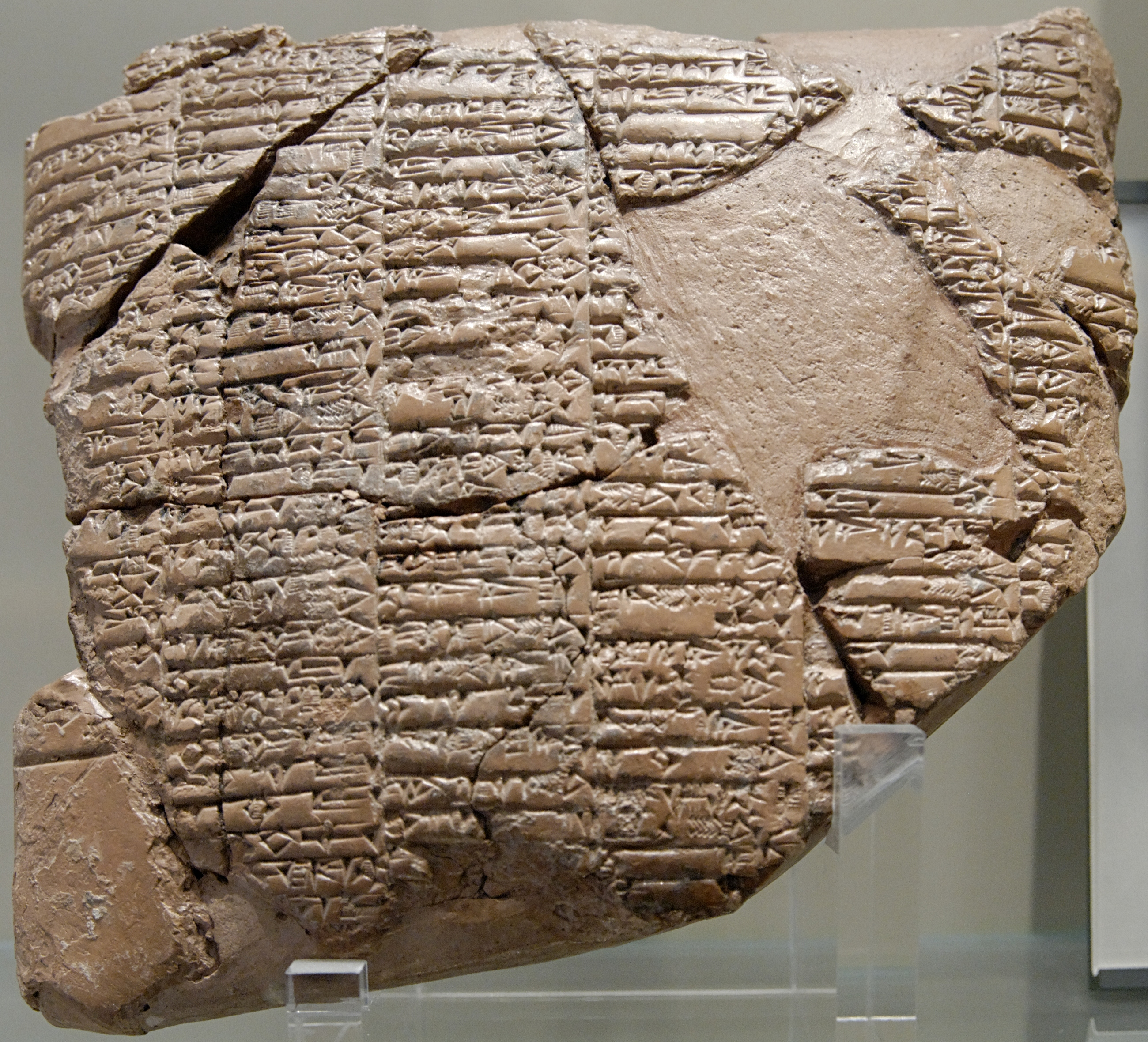
Verdrag tussen Naram-Sin en Ḫita? van Awan
Louvre Sb8833

Een deel van de Mesopotamische mythologie refereert ernaar dat Godin Inanna zich van de voormalige hoofdstad Akkad afkeerde, omdat Naram-Sin de Ekur (tempel van Enlil) in Nippur plunderde. In zijn woede daarover had Enlil de Guteërs uit de bergen doen afdalen om pest, hongersnood en dood te zaaien in heel Mesopotamië. Om die verwoesting te stoppen hadden acht goden besloten dat Agade (Akkad) moest vernietigd worden teneinde de andere steden te sparen. Dit verhaal is uiterst mythisch, maar laat doorschijnen dat de aanvallen van de Gutti, die bijdroegen tot de val van het Akkadische imperium, al in deze periode zijn aangevangen.
Reeds in de tijd van grootvader Sargon werd de oude militie vervangen door een professioneel corps, geoefend in oorlogvoering in de bergen, zodat de dynastie redelijk weerstand kon bieden aan de bergvolken die het Akkadische rijk binnendrongen.
Er is een verdrag bewaard gebleven tussen Naram-Sin en de vorst van Awan, waarschijnlijk Ḫita (of Khita), waarin hij tot een vergelijk kwam met een belangrijke buurman in het zuidoosten, Elam.